# قلعة موسى بن نصير
قلعة موسى بن نصير أو قلعة العلا و هي أقدم مبنى في العلا القديمة على الوادي الخصيب، تقع القلعة على جبل شاهق وسط محافظة العلا غرب المملكة العربية السعودية.

## التسمية
سميت قلعة موسى بن نصير لأنه يقال أن القائد العربي المسلم موسى بن نصير أقام فيها لذلك سميت باسمه، أما تسميتها بقلعة العلا فلأنها أقدم قلعة بنيت في المدينة من الأحجار الرملية.

## الوصف
القلعة عبارة عن مبنى من الحجر المشذب المقام على رأس هضبة صغيرة، وهي قلعة حصينة للدفاع عن البلدة يعود تاريخها إلى القرن السادس قبل الميلاد، ومرت بمراحل تجديد عبر العصور، وبناء القلعة عبارة عن سور خارجي يحيط بقمة الجبل فيه عدد من فتحات المراقبة والرماية، ومساحة القلعة 180 متر مربع، وارتفاعها 45 متر عن مستوى البلدة القديمة، ويمكن لمن في القلعة التزود بالماء من بئر محفورة في الصخر أسفل الجبل، ويمكن الصعود إلى أعلى القلعة عبر درج مبني من الحجارة مرصوفة بإتقان، وتحوي أكثر من 300 درجة حتى القمة.

## الترميم
خضعت قلعة موسى بن نصير للترميم مؤخراً، لكن لم يتبق منها سوى الأسوار الخارجية، وكانت تشرف عبر موقعها المهم على الطريق الرئيسي لقوافل الحج.

## انظر ايضاً
- العلا

## وصلات خارجية
- قلعة موسى بن نصير .. أقدم مبنى في العلا على الوادي الخصيب.